# Saint-Georges (Québec)
Pour les articles homonymes, voir Saint-Georges.
Saint-Georges est une ville canadienne au Québec, chef-lieu de la MRC de Beauce-Sartigan, dans la région de Chaudière-Appalaches.
Située dans la vallée de la rivière Chaudière, en Beauce, cette ville est la plus grande municipalité beauceronne et un centre économique régional important. Saint-Georges se trouve d'ailleurs dans un axe routier important qui relie la ville de Québec avec l'État du Maine. Avec plus de 30 000 habitants, la ville de Saint-Georges est classée 8e au Canada et 3e au Québec en 2019 parmi les villes les plus entrepreneuriales selon la Fédération canadienne de l'entreprise indépendante (FCEI).

## Toponymie
Le nom de la ville, qui fait référence à Saint Georges, a été premièrement donné à la paroisse catholique en 1835 puis à la municipalité de Saint-Georges en 1856 pour honorer le marchand allemand Johann Georg Pfotzer, plus connu sous le nom de George Pozer, qui se porta acquéreur de la seigneurie Aubert-Gallion en 1808. La Rivière Pozer traverse la seigneurie en question.

## Histoire
L'histoire georgienne commence avec des Algonquins francophones et catholiques qui s'installent aux abords de la rivière Famine et fondent le village de Sartigan, qui est aujourd'hui le secteur de l'ancienne gare de Saint-Georges, et cela aux environs de 1679. Au début du XVIIIe siècle, les deux seigneuries situées sur le site de la future ville de Saint-Georges, les seigneuries Aubin-De L'Isle et Aubert-Gallion, sont concédées respectivement à Nicolas-Gabriel Aubin De L'Isle et Marie-Thérèse de Lalande-Gayon. En 1856, la paroisse de Saint-Georges est créée. Par contre, la ville actuelle est née en 2001 par la fusion de la ville de Saint-Georges, de la municipalité d'Aubert-Gallion et des municipalités de paroisse de Saint-Georges-Est et de Saint-Jean-de-la-Lande.

### Les amérindiens et le régime seigneurial
L'histoire de Saint-Georges remonte au début de la Beauce soit vers la fin du XVIIe siècle; les premiers habitants de Saint-Georges étaient alors principalement des Amérindiens vivant dans la région. Le premier Européen à parcourir la Beauce est le père Gabriel Druillettes, jésuite et missionnaire. Il fait trois voyages : en 1646, en 1650 et finalement en 1651. Cependant, aucun établissement colonial n'est créé à la suite de ses voyages, il faut attendre près d'un siècle avant qu'une véritable communauté ne soit créée alors que deux seigneuries sont établies sur le territoire actuel de Saint-Georges : Aubin-de-l'Isle et Aubert-Gallion. En 1760, la seigneurie Aubert-Gallion passe aux mains de Marie-Anne Josephte de l'Estrigant de St-Martin et à sa fille Charlotte-Marie-Anne-Joseph Aubert de la Chesnaye. Les deux seigneuresses vendent la seigneurie, en 1768, à William Grant, un Anglais qui cherchait à devenir un grand propriétaire au Canada. Il meurt en 1807 et la vente de la seigneurie a lieu en 1808. C'est alors l'Allemand Johann Georg Pfotzer, considéré comme le véritable fondateur de Saint-Georges, qui achète la seigneurie. En 1835, l'érection canonique de la paroisse catholique a lieu puis, en 1856, c'est la paroisse qui est érigée civilement (voir municipalité de paroisse).
Le fief Cumberland est créé sur ordre de la Cour, par subdivision de la seigneurie Aubin-De L'Isle en 1782. Le fief change de mains à plusieurs reprises, ce qui retarde son peuplement : John Collins (en) s'en porte acquéreur en 1782, mais ne l'occupe pas; il le cède en 1790 à Andrew Philip Skene, qui le revend au marchand lévisien Edward Harbottle. Ce dernier revend le fief à William Torrance en 1819, mais l'acquiert de nouveau vers 1823. Le défrichage du fief est entamé vers 1830,. Harbottle construit un moulin dans le secteur de Cumberland Mills qui permet de transformer le bois en 1840.

### Le développement d'un centre économique régional

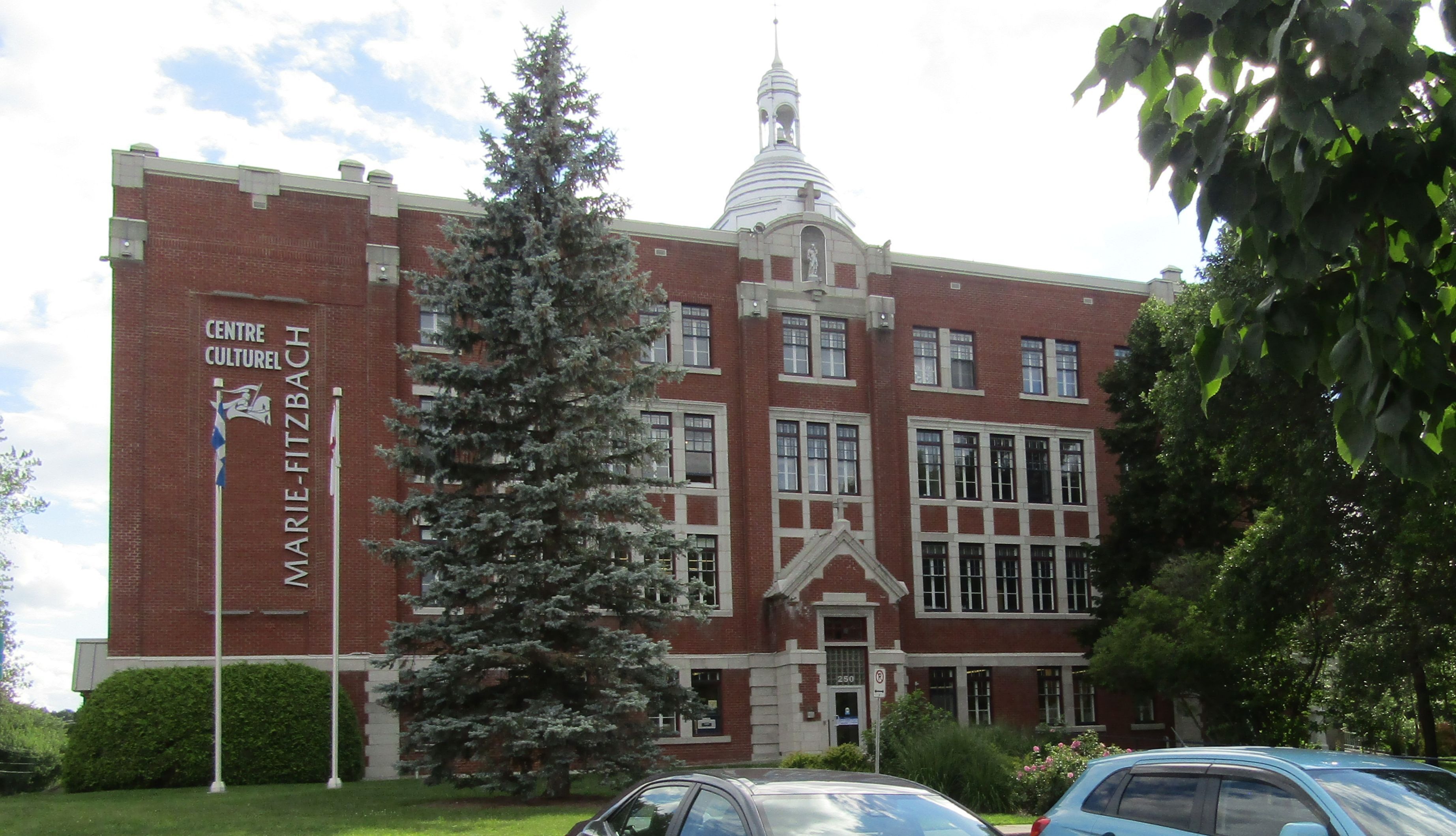
Ancien couvent des sœurs du Bon-Pasteur à Saint-Georges, congrégation fondée en 1881 par Marie-Josephte Fitzbach (1806-1885)

.Les Sœurs du Bon-Pasteur arrivent en Beauce en 1881 et y ouvrent un couvent.
De 1900 à 1902, l'église de Saint-Georges est en construction, David Ouellet en est l'architecte. Le 12 décembre 1907, le village de Saint-Georges-Est se sépare de la paroisse de Saint-Georges-d'Aubert-Gallion. 25 ans plus tard, la paroisse catholique de Saint-Jean-de-la-Lande est érigée canoniquement puis en 1933, la municipalité de paroisse de Saint-Jean-de-la-Lande est créée. En tant que centre économique et industriel régional, Saint-Georges se caractérise par plusieurs compagnies fondées à Saint-Georges comme la St-George Woolen Mills fondée en 1928 par Édouard Lacroix pour créer des emplois pendant la grande dépression. La Dionne Spinning Mills Company est fondée en 1940 par Ludger et Arsène Dionne. L'année 1943 marque la séparation de la municipalité de village de Saint-Georges-Ouest. En 1946, le village de Saint-Georges-Est devient la ville de Saint-Georges, alors que deux ans plus tard le village de Saint-Georges-Ouest devient une ville. Également en 1946, le Petit Séminaire de Saint-Georges de Beauce est fondé, devenu le Cégep Beauce-Appalaches en 1990. Le 22 juin 1950, la paroisse de L'Assomption-de-la-Bienheureuse-Vierge-Marie est érigée canoniquement et la construction de l'église du même nom est terminée deux ans plus tard.

L'Hôpital, Saint-Georges de Beauce, ouvert en 1950 (photo 1954)

Les Augustines de la Miséricorde de Jésus de l'Hôtel-Dieu de Québec acceptent de patronner l'hopital. Le contrat de fondation est signé le 1er Août 1945. En 1966, Marcel Dutil fonde Manac qui deviendra plus tard le Groupe Canam Manac et ensuite le Groupe Canam se divisera du groupe lorsque Manac deviendra une compagnie privée et gardera son identité.
Saint-Georges continue d'accueillir d'autres compagnies et en 1971, Raymond Dutil fonde le Groupe Procycle. En 1990, les villes de Saint-Georges et de Saint-Georges-Ouest fusionnent et gardent le nom de la première. En 2001, la nouvelle ville de Saint-Georges voit le jour ; la ville de Saint-Georges, la municipalité d'Aubert-Gallion et les paroisses de Saint-Georges-Est et de Saint-Jean-de-la-Lande fusionnent.

### Chronologie
- 1er juillet 1845 : Érection de la municipalité d'Aubert-Gallion.
- 1er septembre 1847 : Fusion de plusieurs entités municipales et érection du comté de Dorchester.
- 1er juillet 1855 : Division du comté de Dorchester en plusieurs entités municipales dont la municipalité d'Aubert-Gallion.
- 11 décembre 1856 : La municipalité d'Aubert-Gallion devient la paroisse de Saint George.
- 12 décembre 1907 : Érection du village d'Est de Saint-George de Beauce par la scission de la municipalité d'Aubert-Gallion.
- 28 octobre 1933 : Érection de la paroisse de Saint-Jean-de-la-Lande.
- 1er janvier 1943 : Érection du village de St-Georges-Ouest par la scission de la municipalité d'Aubert-Gallion.
- 1er janvier 1947 : Érection de la paroisse de St-Georges-Est par la scission de la municipalité d'Aubert-Gallion.
- 17 avril 1948 : Le village de Saint-Georges-Est de Beauce devient la ville de St-Georges.
- 18 septembre 1948 : Le village de Saint-Georges-Ouest devient la ville de Saint-Georges-Ouest.
- 15 mars 1969 : La ville de St-Georges devient la ville de Saint-Georges, la paroisse de Saint-Georges devient la municipalité d'Aubert-Gallion, la paroisse de St-Georges-Est devient la paroisse de Saint-Georges-Est.
- 23 mai 1990 : La ville de Saint-Georges-Ouest est annexée à la ville de Saint-Georges.
- 26 septembre 2001 : La municipalité d'Aubert-Gallion, la paroisse de Saint-Georges-Est et la paroisse de Saint-Jean-de-la-Lande sont annexées à la ville de Saint-Georges.

### Héraldique
| Ensemble pour l'avenir |
| ---------------------- |

| L'écu de la ville de Saint-Georges se blasonne ainsi : D'argent à la croix de gueules cantonnée au un et quatre d'un fer de moulin d'azur, au deux et trois d'une flamme de gueules et sur le tout d'azur à la croix d'argent. |

## Géographie
Saint-Georges est situé à 85 km au sud de Québec, à 125 km au nord-est de Sherbrooke et à 40 km au nord de l'État du Maine. Les autres villes d'une certaine importance aux alentours, Sainte-Marie et Thetford Mines, sont situées respectivement à 40 km au nord et à 50 km au nord-ouest de Saint-Georges. Saint-Georges partage ses frontières avec Saint-Honoré-de-Shenley au sud-ouest, avec Saint-Benoît-Labre et Saint-Alfred à l'ouest. Notre-Dame-des-Pins, Saint-Simon-les-Mines et Saint-Benjamin sont les municipalités limitrophes au nord. La frontière est partagée avec Saint-Prosper, Saint-Philibert, Saint-Côme–Linière alors que le sud-est est partagé avec Saint-Martin et Saint-René.
Le noyau urbain principal s'étend sur les deux rives de la rivière Chaudière au centre du territoire; un autre noyau urbain, le village de Saint-Jean-de-la-Lande est situé au sud-ouest du centre-ville. Saint-Georges est installé au nord de la MRC de Beauce-Sartigan dans la région administrative de la Chaudière-Appalaches. Les trois paroisses, L'Assomption-de-la-Bienheureuse-Vierge-Marie, Saint-Georges et Saint-Jean-de-la-Lande, font partie de l'archidiocèse de Québec. La ville est intégrée à la sous-région touristique de la Beauce qui se situe dans la région touristique de la Chaudière-Appalaches.

### Hydrographie
La rivière Chaudière traverse la municipalité du sud au nord.
Les Pozer et Famine confluent avec la rivière Chaudière au nord de la municipalité et la Rivière du Loup au sud. La rivière Cumberland conflue avec la rivière Famine au nord-est de la municipalité.

## Démographie
| 1921  | 1931  | 1941  | 1951  | 1956  | 1961  | 1966  | 1971  | 1976  |
| ----- | ----- | ----- | ----- | ----- | ----- | ----- | ----- | ----- |
| 1 058 | 1 543 | 1 945 | 2 657 | 3 197 | 4 082 | 6 680 | 7 554 | 8 605 |

| 1981   | 1986   | 1991   | 1996   | 2001   | 2006   | 2011   | 2016   | 2021   |
| ------ | ------ | ------ | ------ | ------ | ------ | ------ | ------ | ------ |
| 10 342 | 11 723 | 19 583 | 20 057 | 28 127 | 29 616 | 31 173 | 32 513 | 32 935 |

## Administration
Les élections municipales se font en bloc et suivant un découpage de six districts.
| Saint-Georges Maires depuis 2001                                                                                     |                    |                                                                                  |          |
| Élection | Maire              | Qualité                                                                          | Résultat |
| 1990 | Paul-Henri Lacasse | Médecin, lieutenant-colonel                                                      | -        |
| 1994 | Roger Carette      | Administrateur scolaire                                                          | -        |
| 2001 | Roger Carette      | Administrateur scolaire                                                          | Voir     |
| 2005 | Roger Carette      | Administrateur scolaire                                                          | Voir     |
| 2009 | François Fecteau   |                                                                                  | Voir     |
| 2013 | Claude Morin       | Député adéquiste de Beauce-Sud de 2007 à 2008 Candidat libéral de Beauce en 2011 | Voir     |
| 2017 | Claude Morin       | Député adéquiste de Beauce-Sud de 2007 à 2008 Candidat libéral de Beauce en 2011 | Voir     |
| 2021 | Claude Morin       | Député adéquiste de Beauce-Sud de 2007 à 2008 Candidat libéral de Beauce en 2011 | Voir     |
| Élection partielle en italique Depuis 2005, les élections sont simultanées dans toutes les municipalités québécoises |                    |                                                                                  |          |

### Découpage municipal
| Lieux | Lieux               | Quartiers                                              |
| ----- | ------------------- | ------------------------------------------------------ |
| 1     | St-Georges          | Saint-Georges Est · Saint-Georges Ouest · Jersey Mills |
| 2     | Fusion à St-Georges | Aubert-Gallion · Saint-Jean-de-la-Lande                |

## Climat
| Mois                                | jan.  | fév.  | mars  | avril | mai  | juin  | jui.  | août  | sep. | oct. | nov. | déc.  | année |
| ----------------------------------- | ----- | ----- | ----- | ----- | ---- | ----- | ----- | ----- | ---- | ---- | ---- | ----- | ----- |
| Température minimale moyenne (°C)   | −18,4 | −16,9 | −10,2 | −2,1  | 4,2  | 9,5   | 12,1  | 11,2  | 6,5  | 1    | −4,8 | −13,8 | −1,8  |
| Température moyenne (°C)            | −12,2 | −10,5 | −4,1  | 3,7   | 11,2 | 16,2  | 18,6  | 17,5  | 12,5 | 6,3  | −0,4 | −8,5  | 4,2   |
| Température maximale moyenne (°C)   | −6,1  | −4,1  | 1,9   | 9,4   | 18,1 | 22,8  | 25    | 23,8  | 18,4 | 11,7 | 4    | −3,1  | 10,2  |
| Précipitations (mm)                 | 67,6  | 43,6  | 58,4  | 63,8  | 86,2 | 105,1 | 104,4 | 134,3 | 94,5 | 86,2 | 74,6 | 70,5  | 989,2 |
| dont pluie (mm)                     | 20,2  | 10    | 28    | 53,7  | 86,1 | 105,1 | 104,4 | 134,3 | 94,5 | 84,6 | 52,2 | 20,8  | 793,9 |
| dont neige (cm)                     | 47,4  | 33,7  | 30,5  | 10    | 0    | 0     | 0     | 0     | 0    | 1,6  | 22,4 | 49,8  | 195,4 |
| Nombre de jours avec précipitations | 12,5  | 8,9   | 9,6   | 10,7  | 12,8 | 13,4  | 12,6  | 12,9  | 12,3 | 12,6 | 12,3 | 12,4  | 104,7 |

## Patrimoine
L'église de Saint-Georges a été érigée en 1900-1901 selon les plans de l'architecte David Ouellet. Devant l'église, une statue représentant saint Georges terrassant le dragon a été sculptée par Louis Jobin en 1909. Elle est classée par le ministère de la Culture et des Communications depuis 1986, tout comme le socle la soutenant. Le noyau paroissial est complété par un presbytère et un cimetière.
L'église de Saint-Jean-de-la-Lande a été érigée en 1931. Le site comprend un presbytère et un cimetière.
La municipalité compte également sur son territoire un lieu de culte protestant (1860-1870), et l'église de l'Assomption-de-la-Bienheureuse-Vierge-Marie (1950-1952). Cette dernière est entourée d'un presbytère et d'un cimetière.
Sur le plan de l'architecture résidentielle, le manoir William-Milburn-Pozer a été construit en 1879 dans le style néoclassique. Il est cité comme immeuble patrimonial depuis 1998 pour ses valeurs architecturale, historique et paysagère.

## Culture
- Située au Cégep Beauce-Appalaches, la salle Alphonse-Desjardins compte environ 600 sièges.
- Saint-Georges possède un grand parc avec 7 cascades d'eau, le parc des Sept-Chutes.
- Avec plus de 100 œuvres publiques, Saint-Georges est nommé comme un de plus grand musée extérieur du Canada[33].

### Médias
- EnBeauce.com
- L'Éclaireur-Progrès
- Mix 99,7
- Cool FM 103,5
- Mabeauce.com

## Éducation

### Primaire
- École Les Petits Castors (Pré-Maternel à 1re année) St-Georges-Est
- École Lacroix (2e année à 4e année) St-Georges-Est
- École L'Aquarelle (Pré-Maternel à 4e année) St-Georges-Est
- École Les Sitelles (Pré-Maternel à 4e année) Jersey-Mills
- École Dionne (Pré-Maternel à 4e année) St-Georges-Ouest
- École Mgr Fortier (Pré-Maternel à 4e année) St-Georges-Ouest
- École Harmonie (Pré-Maternel à 4e année) St-Jean-de-la-Lande
- École des Deux-Rives (5-6e année ainsi que la 1re année du secondaire)

### Secondaire
- École des Deux-Rives (1re année du secondaire ainsi que 5-6e année du primaire)
- Polyvalente St-Georges (2e à 5e année du secondaire)

### Collégial
- Cégep Beauce-Appalaches

### Commission scolaire
- Commission scolaire de la Beauce-Etchemin

### Professionnel
- L'École d'entrepreneurship de Beauce
- Centre Intégré de Mécanique Industrielle de la Chaudière (CIMIC)
- Centre de formation professionnelle Pozer

## Sport
Le Centre sportif Lacroix-Dutil est doté d'un aréna avec deux patinoires, d'un terrain de baseball, de trois courts de tennis et de deux piscines. L'hiver, le terrain de baseball fait place à un anneau de glace.
D'ailleurs, la Polyvalente Saint-Georges s'est vu approuvé un projet de 6,2 Millions de Dollar pour la réfection de ses installations sportives en date du 20 décembre 2023.

### Jeux du Québec
En janvier 2025, la ville de Saint-Georges, qui avait déjà accueilli l'événement à l'hiver 1974 et à l'été 1979, a été choisie pour organiser la 61e finale des Jeux du Québec, prévue à l'été 2027. Cette nomination pour l'événement entraîne plusieurs modifications des infrastructures sportives, notamment l'adaptation des terrains de volleyball au Parc des Sept-Chutes ainsi que la création d'une piste de BMX.
Afin d'accueillir Les Jeux du Québec en bonne et due forme, la ville de Saint-Georges reçoit une aide financière de la part du gouvernement du Québec de 6 M$ pour les infrastructure et une autre somme de 1,4 M$ pour la finale .

### Équipes sportives
- Assurancia de Saint-Georges, Ligue de hockey Junior AA Chaudière-Appalaches
- Beauce Mitsubishi de Saint-Georges, Ligue de hockey Junior A Beauce-Frontenac
- Cool FM 103,5 de Saint-Georges, Ligue Nord Américaine de Hockey (LNAH)
- Condors de Beauce-Appalaches, Ligue de football collégial 2e Division
- Huns de Saint-Georges, Ligue de soccer Québec Métro Sénior AA 1re Division
- Jarrets Noirs de Beauce, Ligue de Baseball Senior Majeur BB de Québec

### Anciennes équipes sportives
- Dragons de la Beauce-Etchemin, Ligue de football Midget AAA (jusqu'en 2015)
- Jaros de la Beauce, North American Hockey League (jusqu'en 1976)

## Personnalités liées à la municipalité
- Jesse Bélanger, (1969 -), joueur de hockey
- Gilles Bernier, (1934 -), homme politique
- Maxime Bernier, (1963 -), homme politique
- Nanette Bordeaux, (1911 - 1956), actrice
- Sandra Couture, (1983 -), joueuse de football
- Ludger Dionne, (1888 - 1962), homme d'affaires et homme politique
- Marcel Dutil, (1942 -), homme d'affaires
- Robert Dutil, (1950 -), homme politique
- Gaston Gagnon, (1952 -), guitariste et compositeur
- Hélène Grégoire, (1951 -), actrice
- Édouard Lacroix, (1889 - 1963), homme d'affaires et homme politique
- Maxime Landry, (1987 -), chanteur
- Jean Maheux, (1958 -), acteur et chanteur
- Claude Morin, (1953 -), homme politique élu maire de Saint-Georges
- Clermont Pépin, (1926 - 2006), compositeur
- George Pozer, (né 1752 en Allemagne et mort 1848 à Québec), considéré en tant que fondateur de la ville de Saint-Georges de Beauce
- Fabien Roy, (1928 - 2023), homme d'affaires et homme politique
- Amélie Veille, (1981 -), auteure-compositrice-interprète

Les groupes de musique :
- Noir Silence, (1993-)